# Centenáriumi híd
A Centenáriumi híd (spanyolul: Puente Centenario) egy híd a Panama-csatorna fölött. Naponta körülbelül 20 000 jármű halad át rajta.

## Története
A Panama-csatorna fölött 1962-ben épült meg az első híd, az Amerikák hídja, azonban ennek forgalma a korábbi napi 9500 járműről a 21. század elejére napi 35 000-re nőtt, így szükség mutatkozott egy új híd építésére. Ennek terveit a német Leonhardt, Andra und Partner cég készítette, az építésről szóló pályázatot 2001-ben a Bilfinger und Berger Bauktiengesellsachaft nyerte meg. A 104 millió amerikai dollár költségből felépült hidat 2004. augusztus 15-én avatta fel Mireya Moscoso elnök, az ünnepségre meghívták Álvaro Uribe kolumbiai elnököt is. A híd neve Panama 1903-ban kikiáltott függetlenségének századik évfordulójára utal, de az avatás évfordulója a csatorna megnyitásának 90. évfordulójával esett egybe. Az avatás után a forgalom még nem indulhatott meg rajta, csak több mint egy évvel később, 2005. szeptember 2-án.

## Leírás
A szerkezete szerint ferdekábeles híd a Panama-csatorna Culebra-átvágás nevű része fölött húzódik, közel a csatorna déli végéhez, de a Miraflores és a Pedro Miguel zsilipektől északra. Hossza 1,052 kilométer, rajta egy hatsávos közút húzódik. Bár eredetileg magasabbra tervezték, hogy a La Titán nevű óriásdaru, amely rendkívül fontos szerepet játszik a csatorna karbantartási munkálataiban, átférjen alatta, a költségeket ez annyira megnövelte volna, hogy végül csak 80 méterrel a víz szintje fölött építették meg a hidat, a daru szerkezetét pedig módosították. 184 méter magas pillérei a  Cucaracha és a Culebra nevű geológiai formációkon nyugszanak, támaszközük 420 méter. Szerkezetét úgy tervezték, hogy ellenálljon a térségben gyakori földrengéseknek is.

## Képek

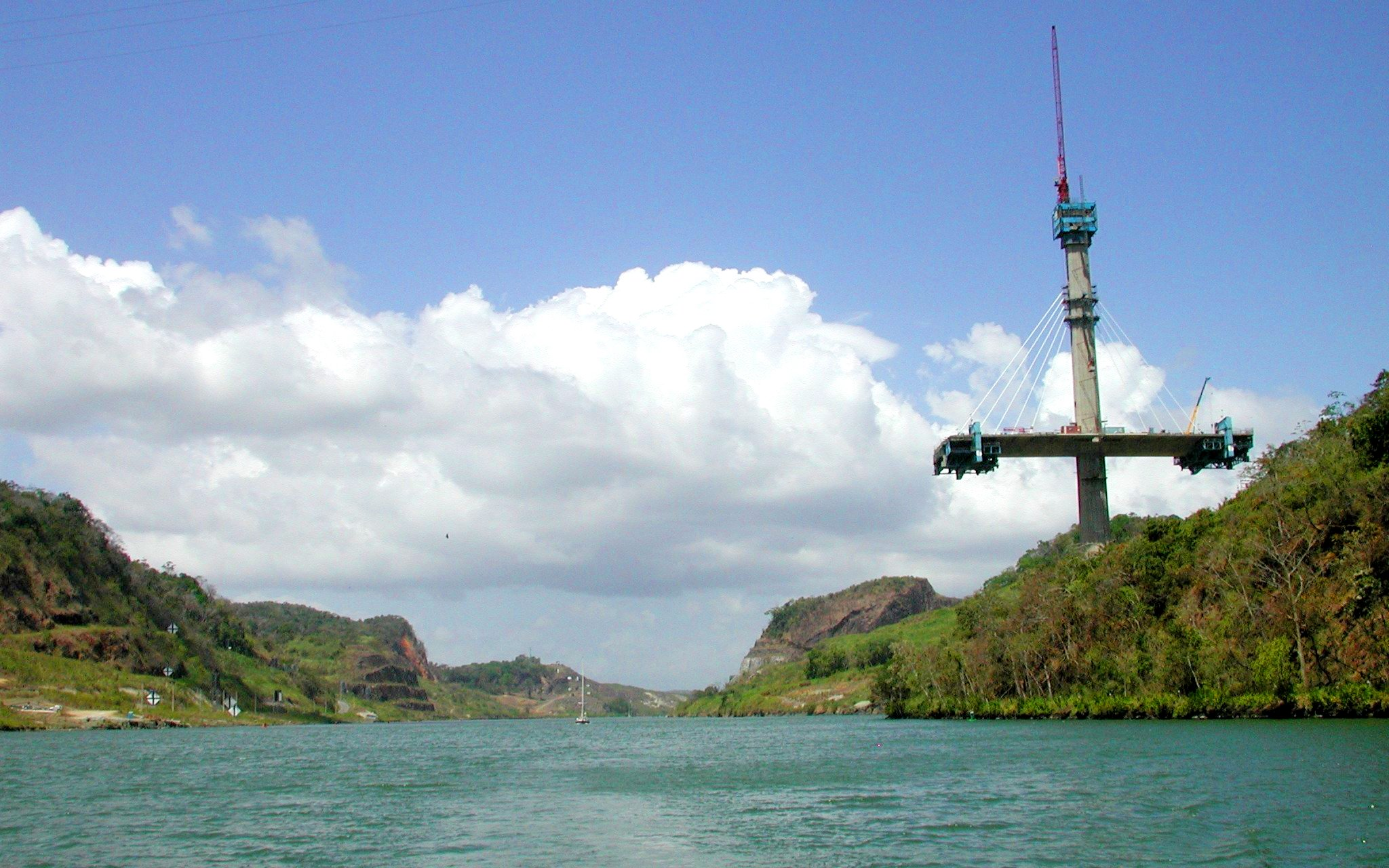
A híd építése
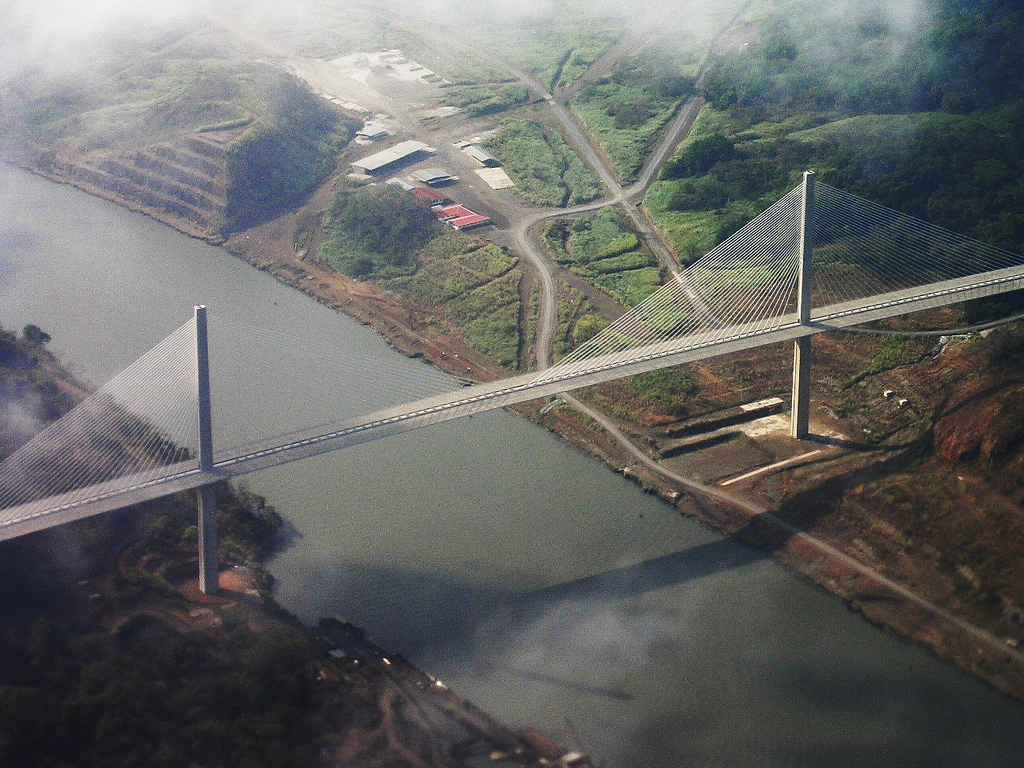
Légi felvétel
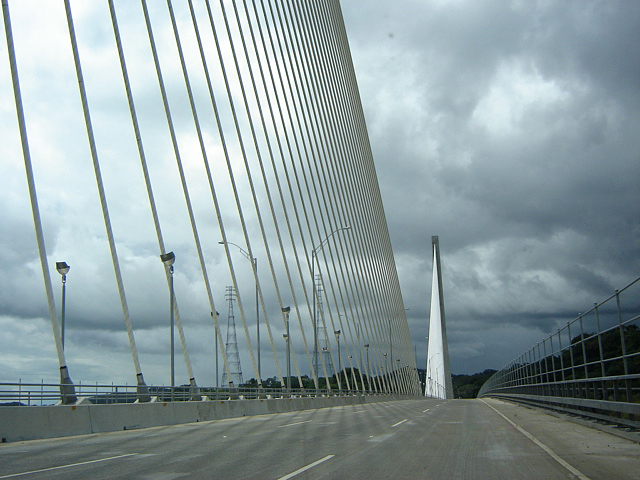
Útpálya
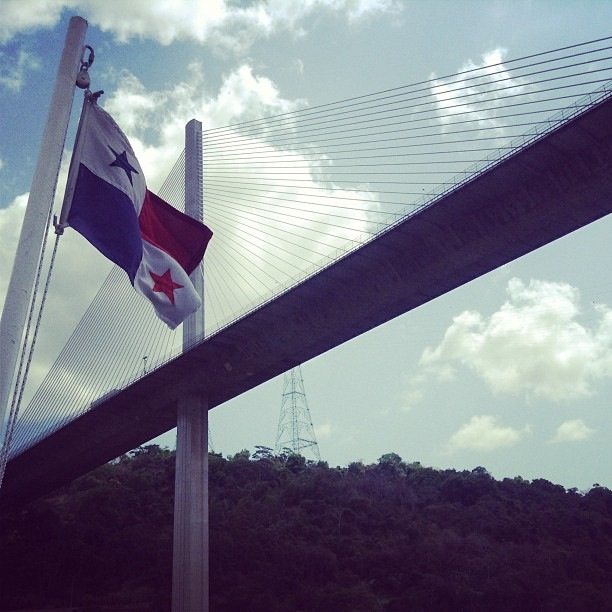
Alulról